# Beaulieu (Calvados)
Pour les articles homonymes, voir Beaulieu.
Beaulieu est une ancienne commune française, située dans le département du Calvados en région Normandie, devenue le 1er janvier 2016 une commune déléguée au sein de la commune nouvelle de Souleuvre en Bocage.
Elle est peuplée de 190 habitants.

## Géographie
Beaulieu est une commune du Bocage virois située sur l'axe routier Vire-Villers-Bocage. Son bourg est à 3,5 km au sud-est du Bény-Bocage et à 10 km au nord-est de Vire.
La commune est traversée par la route départementale no 577 (ancienne route nationale 177) menant à Villers-Bocage et Caen au nord-est et Vire au sud-ouest. Elle croise en limite nord, à la Ferronnière, la D 56 qui permet à l'ouest de retrouver Le Bény-Bocage et à l'est Saint-Charles-de-Percy, Montchamp et Vassy. Au sud, la D 577 croise la D 294 qui, au sud-est, relie le bourg à l'axe routier et mène au Désert, et permet au nord de rejoindre également Le Bény-Bocage. L'accès à l'A84 est à 14 km à Saint-Ouen-des-Besaces (sortie 40, vers Rennes) ou à 20 km à Coulvain (sortie 42, vers Caen).
Situé dans le bassin de la Vire, Beaulieu est parcouru par un ruisseau, sous-affluent du fleuve côtier et affluent du ruisseau des Haises, traversant le territoire d'est en ouest en son centre. Il est rejoint par trois courts affluents dont l'un marque la limite avec Le Bény-Bocage à l'ouest.
Le point culminant (175 m) se situe en limite nord du territoire, à l'ouest du lieu-dit la Ferronnière, sur les premières pentes de la Bruyère du Bény-Bocage. Le point le plus bas (110 m) correspond à la sortie du principal ruisseau du territoire, à l'ouest, en aval du pont de la Rivière. La commune est bocagère.
Le climat est océanique, comme dans tout l'Ouest de la France. La station météorologique la plus proche est Caen-Carpiquet, à 41 km, mais Granville-Pointe du Roc est à moins de 60 km. Le Bocage virois s'en différencie toutefois pour la pluviométrie annuelle qui, à Beaulieu, avoisine les 950 mm.
| Le Bény-Bocage (comm. nouv. de Souleuvre en Bocage)                                                  | Le Bény-Bocage (comm. nouv. de Souleuvre en Bocage) | Le Bény-Bocage (comm. nouv. de Souleuvre en Bocage), Saint-Charles-de-Percy (comm. nouv. de Valdallière) |
| Le Bény-Bocage (comm. nouv. de Souleuvre en Bocage), Le Reculey (comm. nouv. de Souleuvre en Bocage) | Beaulieu (comm. nouv. de Souleuvre en Bocage)       | Saint-Charles-de-Percy (comm. nouv. de Valdallière)                                                      |
| Le Reculey (comm. nouv. de Souleuvre en Bocage)                                                      | Le Désert (comm. nouv. de Valdallière)              | Le Désert (comm. nouv. de Valdallière)                                                                   |

## Toponymie
Le nom de la localité est attesté sous les formes Bello Loco fin du XIIe siècle, Bellus Locus au Moyen Âge. Contrairement à de nombreux cas en toponymie, l'évidence — beau lieu — est ici la bonne interprétation, même s'il ne s'agit pas de l'aspect touristique moderne.
Le gentilé est Belliloquois.

## Histoire

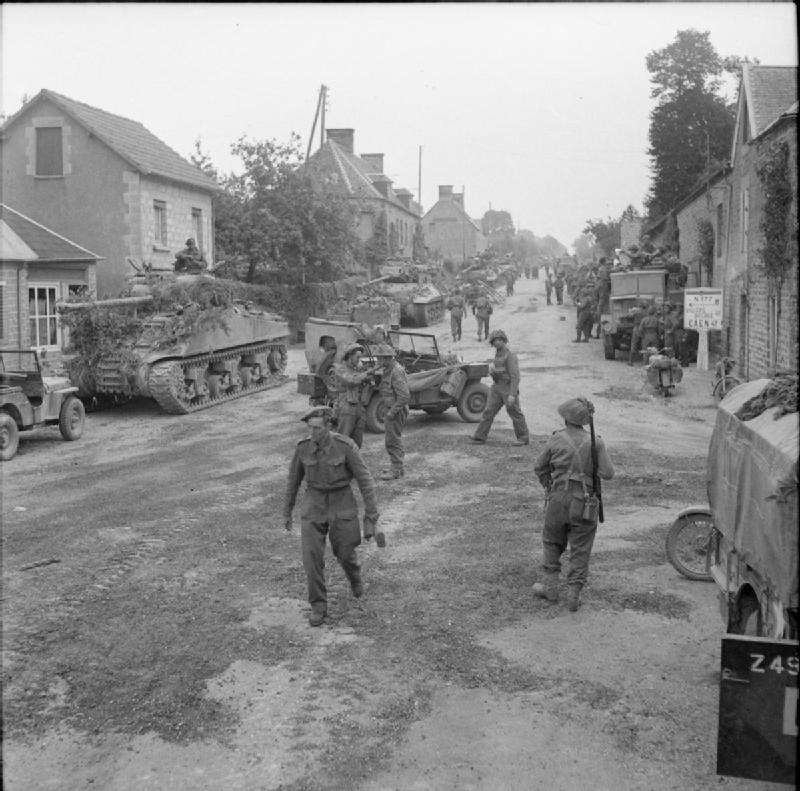
L'armée anglaise à la Ferronnière le 2 août 1944.

## Politique et administration
| Période                                  | Période       | Identité          | Étiquette | Qualité          |
| ---------------------------------------- | ------------- | ----------------- | --------- | ---------------- |
| 1983                                     | mars 2008     | Lucien Mette      | SE        |                  |
| mars 2008                                | mars 2014     | Jean-Pierre Ballé | SE        |                  |
| mars 2014                                | décembre 2015 | André Eslier      | SE        | Responsable îlot |
| Les données manquantes sont à compléter. |               |                   |           |                  |

Le conseil municipal est composé de onze membres dont le maire et deux adjoints.

## Démographie
En 2022, la commune comptait 190 habitants. Depuis 2004, les enquêtes de recensement dans les communes de moins de 10 000 habitants ont lieu tous les cinq ans (en 2004, 2009, 2014, etc. pour Beaulieu) et les chiffres de population municipale légale des autres années sont des estimations.
Beaulieu a compté jusqu'à 285 habitants en 1845.
| 1793 | 1800 | 1806 | 1821 | 1831 | 1836 | 1841 | 1846 | 1851 |
| ---- | ---- | ---- | ---- | ---- | ---- | ---- | ---- | ---- |
| 182  | 212  | 204  | 247  | 226  | 230  | 231  | 285  | 268  |

| 1856 | 1861 | 1866 | 1872 | 1876 | 1881 | 1886 | 1891 | 1896 |
| ---- | ---- | ---- | ---- | ---- | ---- | ---- | ---- | ---- |
| 251  | 250  | 222  | 210  | 206  | 195  | 177  | 179  | 170  |

| 1901 | 1906 | 1911 | 1921 | 1926 | 1931 | 1936 | 1946 | 1954 |
| ---- | ---- | ---- | ---- | ---- | ---- | ---- | ---- | ---- |
| 180  | 174  | 160  | 147  | 141  | 150  | 141  | 127  | 133  |

| 1962 | 1968 | 1975 | 1982 | 1990 | 1999 | 2004 | 2009 | 2014 |
| ---- | ---- | ---- | ---- | ---- | ---- | ---- | ---- | ---- |
| 121  | 127  | 116  | 128  | 150  | 143  | 163  | 170  | 194  |

| 2018 | - | - | - | - | - | - | - | - |
| ---- | - | - | - | - | - | - | - | - |
| 204  | - | - | - | - | - | - | - | - |

## Lieux et monuments

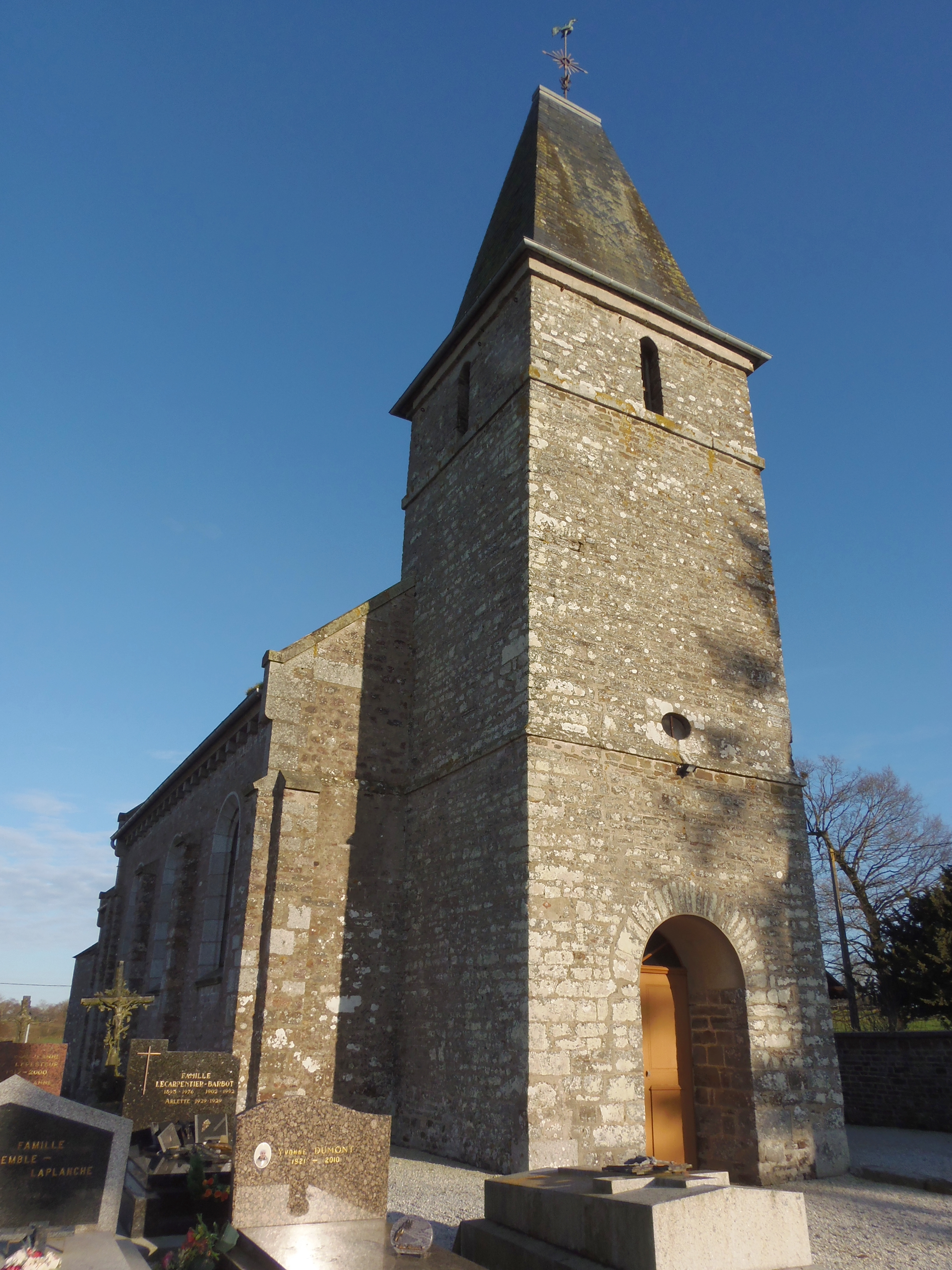
L'église Notre-Dame.

- Église Notre-Dame, avec retable du XVIIe siècle.

## Personnalités liées à la commune
- La famille Maubanc, dont Guillaume Maubenc, premiers barons de Bény, Beaulieu…
- François Noël Anquetin de Beaulieu (1749 à Beaulieu - 1800), homme politique.